# Huron (Ohio)
Huron is een plaats (city) in de Amerikaanse staat Ohio, en valt bestuurlijk gezien onder Erie County.

## Demografie
Bij de volkstelling in 2000 werd het aantal inwoners vastgesteld op 7958.
In 2006 is het aantal inwoners door het United States Census Bureau geschat op 7459, een daling van 499 (-6.3%).

## Geografie
Volgens het United States Census Bureau beslaat de plaats een oppervlakte van
20,1 km², waarvan 12,7 km² land en 7,4 km² water. Huron ligt op ongeveer 177 m boven zeeniveau.

## Plaatsen in de nabije omgeving
De onderstaande figuur toont nabijgelegen plaatsen in een straal van 16 km rond Huron.